# 雷電神社 (加須市南大桑)
雷電神社（らいでんじんじゃ）は、埼玉県加須市の神社。

## 歴史
創建年代は不明である。口伝によれば、元々は旧家の門井家の屋敷の北に隣接していたが、屋敷の拡大に伴い、丘の上に移設したという。近くの定泰寺が別当寺であった。
1872年（明治5年）、近代社格制度に基づく「村社」に列せられた。1908年（明治41年）の神社合祀により、周辺の3社が合祀された。1909年（明治42年）に神明社とその境内社を合祀した。

## 文化財
- 南大桑の獅子舞（加須市指定無形民俗文化財 昭和35年9月8日指定）[2]

## 交通アクセス
- 花崎駅より徒歩25分。